# 黄帝
黃帝（黃帝，公元前2717年4月22日（农历三月初三）—公元前2600年），中國古代部落聯盟首領，為《史记》中五帝之首。
史載黃帝的父親少典为有熊国君，母為附寶，因居轩辕之丘，故号轩辕，长居姬水，为姬姓，国于有熊（今河南新郑），又称有熊氏，帝鴻氏或歸藏氏。相传他出生于三月初三，俗言「二月二，龙抬头；三月三，生轩辕」。
目前最早明確對黄帝的传世文獻，來自左传、国语和逸周书。在漢朝後，中國歷代皇帝多為黄帝設廟祭陵等，以確認統治的正當性，因此「黃帝」被視为中華文化的重要标志性人物，是古代華夏部落領袖，為中華民族與漢族的血親祖先。
黃帝乃五帝之首，黄帝和炎帝並列的說法例如炎黃後裔、炎黄子孙成為漢人以至清朝后中國人自称之一。神話中的炎帝及黃帝可能為遠古部落聯盟共主。根據《山海經》，炎帝在阪泉之战敗給黃帝，後來蚩尤糾集炎帝的部屬再於涿鹿之戰敗給黃帝。

## 文獻记载

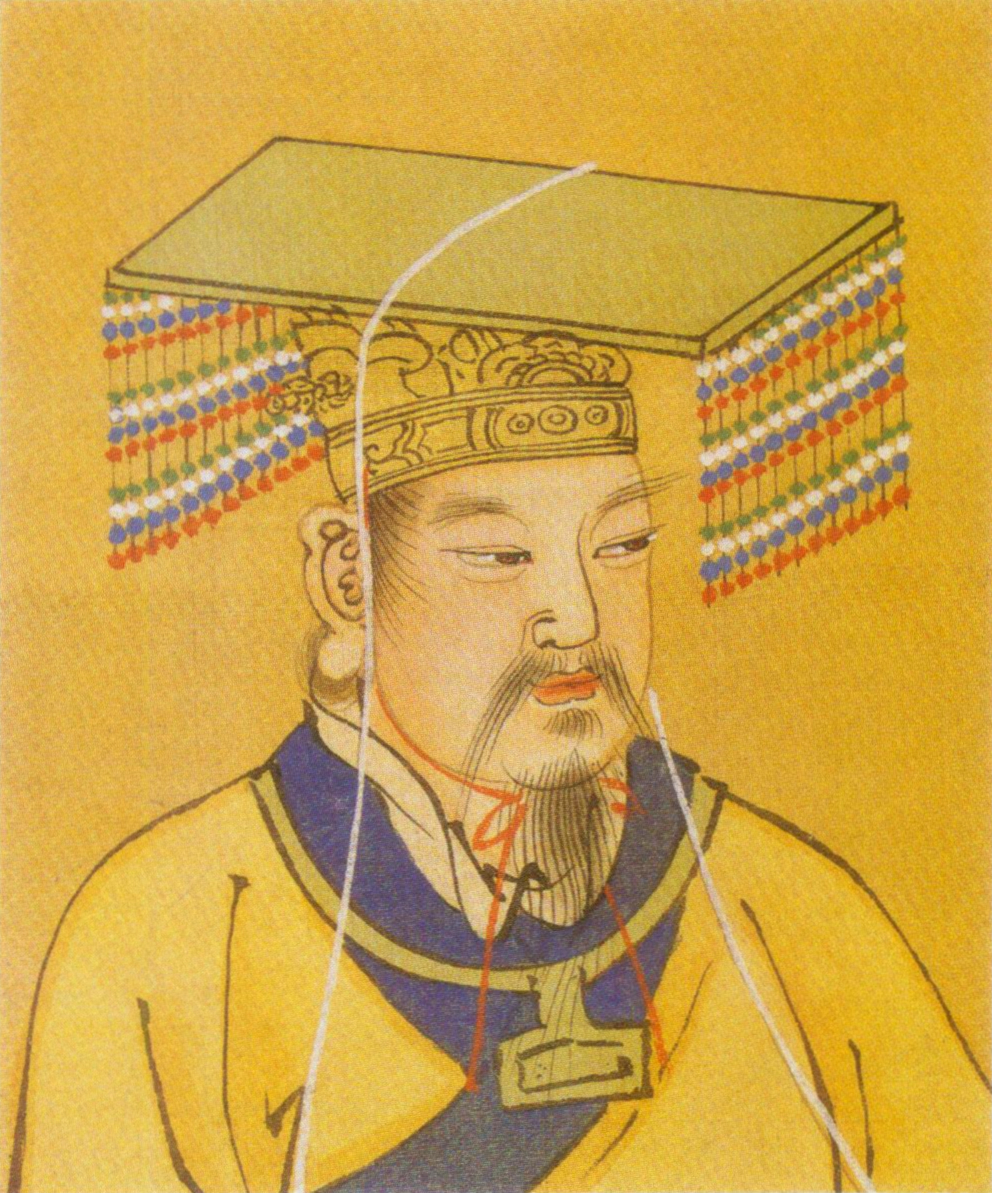
黃帝

傳世文獻中，以《左傳》及《尸子》的记载為最早，《尸子·神明》：“子貢問孔子曰：‘古者黃帝四面，信乎？’孔子曰：‘黃帝取合己者四人，使治四方，不謀而親，不約而成，大有成功，此之謂四面也。’”，被認為是在戰國時期成書的《山海經》與《国语》中，也有對黃帝的記載。至漢朝之後，傳世文獻增加，對於黃帝的記載也變多。
《左傳》記載，前525年郯子訪問魯國時，舉出古代帝王，稱黃帝氏為雲師，以雲為名。同時，將黃帝列在炎帝之前。
《史記》記載，對黄帝的祭祀最早出现於戰國秦靈公。

## 姓氏與稱號
《史记·五帝本纪》记载黄帝姓公孙，名轩辕，《路史》记载黄帝姓公孙，《国语》则记载黄帝依姬水而成长，因此为姬姓。清代學者崔述认为公孙是诸侯之孙的称谓，并不是姓，且上古时代不存在这种称谓。
其稱號黃帝，傳統上以五德終始說來解釋，認為其代表土行的黃色。甲骨文學者許進雄認為，在甲骨文中，「黃」源自於「璜」，是一種玉，黃帝的稱號可能與古代配戴玉的習俗相關。《史記‧五帝本紀》云：「有土德之瑞，故號黃帝。」又《史記索隱》載：「炎帝火，黃帝土代之，即『黃龍地螾見』是也。」黃帝之黃或源自黃龍之黃。

## 簡介
据《汉书人表考》卷一载：「黄帝，有熊国国君武王少典之子。少典娶有蟜氏，名附宝，感大电绕枢，孕二十五月，以戊巳日生黄帝于天水。」《史記·五帝本記》記載：“黃帝者，少典之子，姓公孫，名軒轅。……黃帝居軒轅之丘”。唐《軒轅黃帝傳》載:「軒轅黃帝，姓公孫，有熊國君少典之次子也。其母西橋氏女，名附寶，瞑見大電光繞北斗樞星，照於郊野。附寶感之而有娠。以樞星降，又名天樞。懷二十四月，生軒轅於壽丘」“軒轅之丘”位于新郑的说法出《大明一统志》。相傳黃帝出生於夏曆三月初三，一說生於二月初二，俗言“二月二，龍抬頭；三月三，生軒轅。”炎、黃二帝展開阪泉之戰，黃帝胜。最後，黄帝集結炎、黃部落在涿鹿之戰打敗、擒殺了蚩尤，統一中原各部落。戰後，黃帝率兵進入九黎地區，隨即在泰山之巔，會合天下諸部落，舉行封禪儀式，告祭天地。突然，天上顯現大螾大螻，色尚黃，人們說他以土德為帝，故自稱為黃帝。從此，黃帝成為“天下”共主，其地位最終確立。
《路史·后纪一》載：“黄帝始分土建国”。據說，黃帝奠定天下後，“命风后方割万里，画野分疆，得小大之国万区”，制定國家的職官制度，如以雲為名的中央職官，管宗族事務的稱青雲，管軍事的稱縉雲，又設置了左右大監，負責監督天下諸部落。風、力牧、常先、大鴻被任命為治民的大臣。他又經常封祭山川鬼神。他以神蓍推算和制定了曆法。他定期巡視各地，瞭解人民生活情況，因此深得人民的愛戴。
此外，黃帝當共主的時候，去古未遠，人民生活簡樸，故黃帝教民生火做飯，吃熟食，又創紡織技術，製作衣服冠冕，禦寒護體。他又命大臣負責不同的技術創造，如羲和與常羲分別負責觀測太陽和月亮，臾區觀測行星，伶倫創製律呂，大撓創立甲子，隸首發明算數，容成綜合以上六術，製作樂律和律曆。黃帝還讓伶倫和垂製造樂器磬和鐘，沮誦和倉頡造字，史皇作圖，雍父造舂和杵臼，夷牟造矢，揮造弓，共鼓和貨狄作舟。
黃帝有四妃十嬪。正妃為西陵氏，名嫘祖，她教人民養蠶繅絲，織出絲綢做衣裳，故有「先蠶」的稱號。次妃名嫫母，傳說發明了鏡子，雖長相醜陋，但德行高尚，深受黃帝敬重。黃帝共有二十五個兒子，其中十四人被分封得姓。這十四人共得到十二個姓，它們是：姬、酉、祁、己、滕、葴、任、荀、僖、姞、儇、衣。而少昊、顓頊、帝嚳、唐堯、虞舜，以及夏朝、商朝、周朝的君主都是黃帝的子孫。据《山海经》大荒北经、大荒西经、大荒东经，北方的北狄、西方的犬戎、东方的东夷都是黄帝后裔。《世本》記載黃帝曾與鬼方聯姻。
据《史记·五帝本纪》，黄帝之子玄嚣生蟜极，蟜极生帝喾，帝喾是商、周的神祖。《史记·周本纪》载，帝喾元妃姜嫄即周人始祖后稷（弃）的母亲。《史记·商本纪》载，帝喾次妃简狄则是商部落始祖契的母亲。
黄帝的另一子昌意直接与华夏族有关。据《山海经·海内经》，黄帝娶嫘祖为妻，生昌意。昌意生韩流，韩流生颛顼（即高阳氏）。颛顼生穷蝉，穷蝉生敬康，敬康生句望、句望生瞽叟，瞽叟生舜。《国语·鲁语》载：“殷人帝舜而祖契”。另据《世本》，颛顼生鲧，其形为白马。天帝派火神祝融杀死鲧后，剖开鲧的腹部，生出一条黄龙，即大禹（据《山海经·海内经》）。大禹是华夏部族的祖神。

## 歷代神化

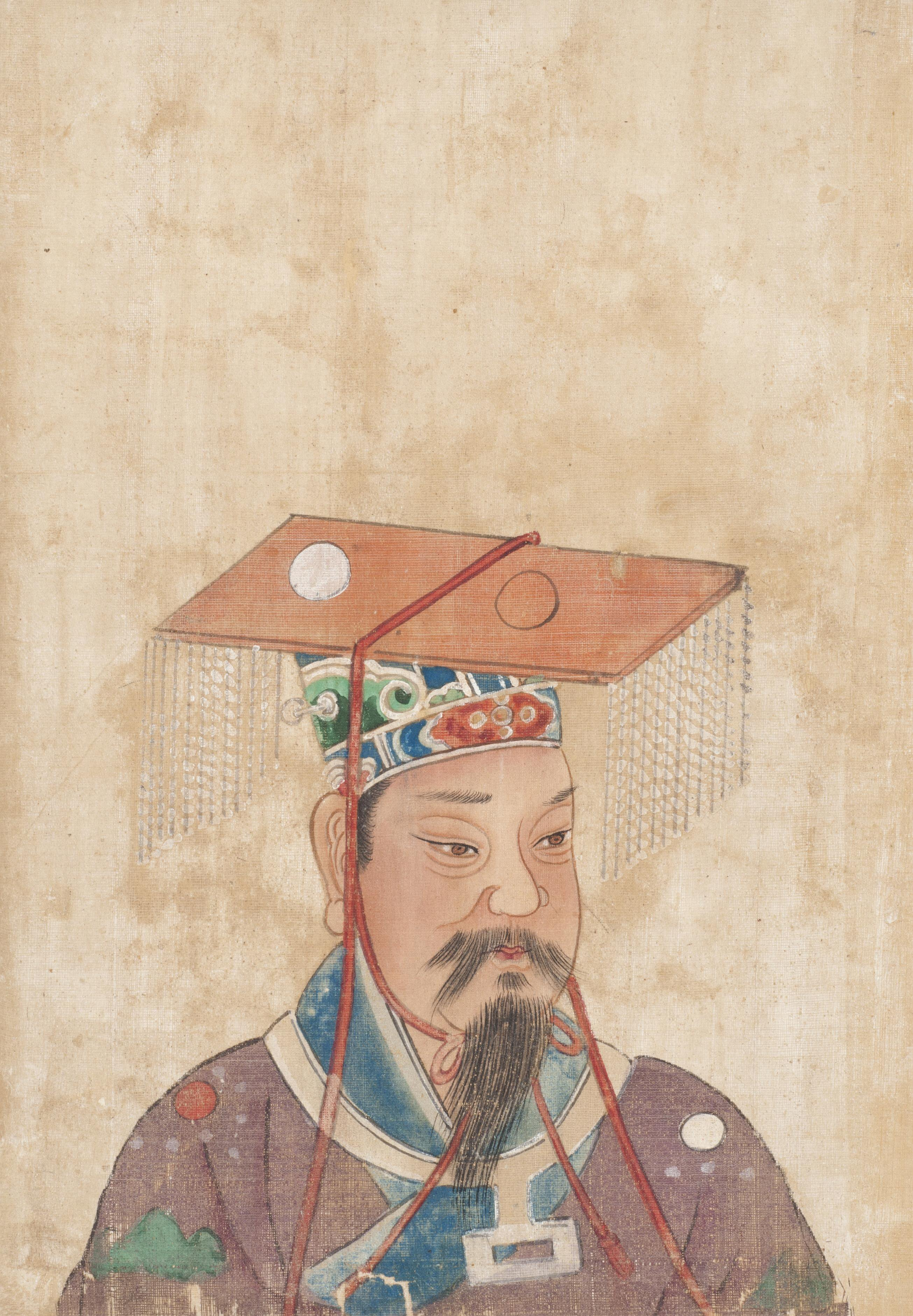
黃帝

後世對黃帝的神化是逐漸進行的。《莊子》中提到黃帝得道成仙；《史記·孝武本纪》記載“黄帝且战且学仙。患百姓非其道，乃断斩非鬼神者。百馀岁然后得与神通”，“仙登於天”；《列仙傳》中的黃帝還能夠驅使群仙。黃帝在道教中被尊為道家開創者之一，有特殊的地位。中華人民共和國學者劉弘認為黃帝在漢朝時代的地位並不如後世這麼高，其地位低於女媧，可能與伏羲相等。
相傳黃帝亦通曉醫術，中醫《黃帝內經》是以黃帝與岐伯討論醫學問題的問答體裁編著的，分成《素問》與《靈樞》二部。但實際上可能是後人假託黃帝之名的作品。
黃帝崩，葬橋山（关于桥山的所在地历来有所争议，现今学术界较认可的说法是今河北省张家口市涿鹿县温泉屯乡里虎沟村西南之桥山，其上直至后唐仍有黄帝庙并享有祭祀，直至辽统治中国北方后，从此断祀）。全国有数座黄帝陵。其中，陝西黃帝陵处于中原汉族区域，因此，自秦統一中國后，歷朝歷代每歲祭奠黃帝陵延續不斷，并且被历代帝王上升为国家大典，被稱爲“天下第一陵”。但實際上，黃帝陵只屬一個衣冠塚，黃帝陵前碑亦表明此事，另外，根據文獻記載，黃帝離世之時在鼎湖鑄鼎，鼎成有飛龍乘彩雲，黃帝駕龍而歸天。
中華人民共和國學者楊寬認為，黃帝是周人將殷商的上帝觀念加以轉化及利用的傳說。
中華民國學者王明珂認為，黃帝為後世攀附傳說用於區分華夷秩序，在歷史上未必存在。

## 考古研究
中華人民共和國學者徐中舒與丁山考據，最早有關黃帝記載的文物來源為齊威王田因齊所鑄戰國中期銅器中的銘文，是陳侯因齊敦拓本，銘文第四行第三字起為“高祖黃帝，邇嗣桓文”，時間約為公元前356年至前320年間。在同時期鄒衍著作中也提到黃帝，說明在戰國時期中期，在齊國已有黃帝傳說，田齊君主以黃帝為高祖。
河南灵宝西坡遗址被认为可能与黄帝有关。
河南省巩义市河洛镇“河洛古国”被认为是黄帝时代的都城遗址。

## 影响
黃帝被尊奉為“中華始祖”。柳翼謀評論黃帝時代是洪水以前最盛之時代：“自燧人以迄唐、虞洪水之時，其歷年雖無確數，以意度之，最少當亦不下數千年。故合而觀其製作，則驚古聖之多；分而按其時期，則見初民之陋。犧、農之時，雖有琴瑟、罔罟、耒耜、兵戈諸物，其生活之單簡可想。至黃帝時，諸聖勃興，而宮室、衣裳、舟車、弓矢、文書、圖畫、律曆、算數始並作焉。故洪水以前，實以黃帝時為最盛之時。”
黃帝部落和炎帝部落的後裔逐漸形成漢族，因而他們被視為漢民族共同的祖先，故華人（包括部分海外华人）以“炎黃子孫”自稱。

## 祭奠
早在春秋戰國時，新鄭就有三月三風後頂拜軒轅的習俗。軒轅黃帝是中華民族的人文始祖，華夏炎黃子孫的共同祖先。據史書記載，軒轅黃帝故里在河南新鄭。春秋時代的歷史典籍中就有三月三登新鄭具茨山（俗稱“始祖山”）朝拜黃帝的記載，由民間自辦，一直如此。此外在陝西黃帝陵、浙江縉雲縣也有舉行祭祀或拜祖活動。

### 中枢遥祭黄帝陵典礼
中华民国二十四年（1935年）4月7日中央派代表至陕西省中部县桥山之麓黄帝陵致祭，举行首次民族扫墓典礼，其后每年均比照办理。
中华民国六十九年（1980年）由中华民国内政部主办中枢遥祭黄帝陵典礼。

### 清明公祭轩辕黄帝典礼
2004年开始，由陕西省人民政府主办清明公祭轩辕黄帝典礼。

### 黃帝故里拜祖大典
2006年，河南省委把新郑当地举办的拜黄帝活动升格为由河南省人民政府、政协河南省委员会、国务院台湾事务办公室、中华全国归国华侨联合会、中华全国台湾同胞联谊会、中华炎黄文化研究会等主办的黄帝故里拜祖大典，承办单位为郑州市人民政府、政协郑州市委员会，执行单位为新郑市人民政府。
黃帝故里拜祖大典是由中華人民共和國國務院下屬的國務院僑務辦公室、國務院台灣事務辦公室、中華全國台灣同胞聯誼會、中華炎黃文化研究會、世界華僑華人社團聯合總會和河南省人民政府於每年中國農曆三月初三在黃帝故里河南省新鄭市舉辦的祭拜性活動。台灣國民黨榮譽主席連戰、吳伯雄，台灣新黨主席郁慕明，台灣親民黨主席宋楚瑜，中國當代著名藝術理論家、文化史學家、散文家余秋雨，澳門特別行政區社會文化司司長崔世安，著名演員唐國強，全國人大常委會副委員長、中華炎黃文化研究會會長許嘉璐，民革中央常務副主席周鐵農等等各界優秀的炎黃子孫出席歷屆大典。
2006年5月20日，黄帝陵祭典经中华人民共和国国务院批准列入第一批国家级非物质文化遗产名录。
2008年國務院確定新鄭黃帝拜祖祭典為第一批國家級非物質文化遺產擴展項目（編號480Ⅹ-32）。

## 家庭
- 父母
  - 少典（《史記·五帝本紀》、《國語·晉語四》）
  - 附寶（《帝王世紀》）
- 兄弟
  - 炎帝（《國語·晉語四》）
- 妻妾
  - 嫘祖（《史記·五帝本紀》、《帝王世紀》）
  - 女節（《帝王世紀》）
  - 彤魚氏（《路史·黃帝紀》、《帝王世紀》，《漢書·古今人表》作「肜魚氏」，《雲笈七籤·軒轅本紀》作「費修」）
  - 嫫母（《漢書·古今人表》、《路史·黃帝紀》、《帝王世紀》）
- 子女
  - 玄囂，己姓。（《史記·五帝本紀》、《國語·晉語四》）
  - 昌意（《史記·五帝本紀》、《帝王世紀》）
  - 青陽，姬姓。（《國語·晉語四》、《帝王世紀》）
  - 揮（《路史·黃帝紀》）
  - 夷鼓，己姓。（《國語·晉語四》、《漢書·古今人表》、《帝王世紀》，《路史·黃帝紀》作「夷彭」）
  - 蒼林，姬姓。（《國語·晉語四》、《漢書·古今人表》、《路史·黃帝紀》）
  - 禺陽，任姓。（《路史·黃帝紀》）
  - 休（《路史·黃帝紀》）
  - 清（《路史·黃帝紀》）
  - 苗龍（《山海經·大荒北經》）
  - 駱明（《山海經·海內經》）
  - 禺虢（《山海經·大荒東經》）
- 孫子
  - 顓頊
  - 蟜极

## 影視形象
- 1996年大陸版電視劇《炎黄二帝》：董子武飾演黄帝
- 2001年香港版TVB電視劇《封神榜》：黃煒溏飾演黄帝
- 2006年大陸版電視劇《传奇·幻想殷商》：杨千里飾演黄帝
- 2010年大陸版電視劇《远古的传说》：丁軍飾演黄帝
- 2013年大陸版電視劇《英雄时代·炎黄大帝》：朱曉漁、文替飾演黄帝
- 2016年大陸版電影《轩辕大帝》：于波飾演黃帝

## 外部連結
- 《史記·五帝本紀》
- 李學勤：〈古史、考古學與炎黃二帝〉 （页面存档备份，存于）（2008年）
- 鄭素春：〈道教仙傳中的黃帝[永久]〉
- 孫隆基：〈清季民族主義與黃帝崇拜之發明〉 （页面存档备份，存于）
- 石川祯浩：〈20世纪初年中国留日学生“黄帝”之再造——排满、肖像、西方起源论〉
- 華夏始祖_黃帝 （页面存档备份，存于）
- 中央電視台-发现黄帝城 （页面存档备份，存于）
- 中央電視台- 缙云黄帝祠宇探源
- 黃帝 軒轅氏 （页面存档备份，存于）
- 黃帝部落的图腾是什么
- 香港黃帝祠 （页面存档备份，存于）
- 公祭轩辕黄帝网

| 前任： 炎帝 | 中国中原地区君主 | 繼任： 長子少昊 |